# Sam Chatmon
Sam Chatmon (10 janvier 1897 - 2 février 1983), était un guitariste et chanteur américain, membre du groupe de Delta blues des Mississippi Sheiks.

## Biographie
Né à Bolton dans l'État du Mississippi, Sam Chatmon est issu d'une famille notoire à l'intérieur de l'État pour leurs talents musicaux.
The Chatmon band jouait des rags, des ballades, et les airs populaires de danse.